# Heterolocha obliquaria
Heterolocha obliquaria är en fjärilsart som beskrevs av George Francis Hampson 1902. Heterolocha obliquaria ingår i släktet Heterolocha och familjen mätare. Inga underarter finns listade i Catalogue of Life.